# Trilogy of Terror
Trilogy of Terror (cu sensul de Trilogia terorii) este un film american de antologie de groază de televiziune din 1975 care este regizat de Dan Curtis cu actrița Karen Black în rolurile principale. Este format din trei segmente, fiecare bazat pe povestiri scurte fără legătură între ele scrise de Richard Matheson. Prima povestire prezintă o profesoară de colegiu care caută răzbunare după ce a fost violată; a doua povestire este despre surori gemene care au o relație bizară; iar a treia povestire arată o femeie terorizată de o păpușă fetiș Zuni în apartamentul ei. Black joacă în toate cele trei segmente și are un rol dublu în cel de-al doilea segment. 
Filmul a fost difuzat pentru prima dată ca filmul săptămânii la ABC, pe 4 martie 1975. Black a renunțat inițial la proiect, dar a revenit atunci când soțul ei din aceea perioadă, Robert Burton, a fost distribuit în primul segment "Julie". În 1996 a fost lansat un film de televiziune intitulat Trilogy of Terror II, scris și regizat de Dan Curtis. 

## Prezentare

### "Julie"
Chad (Robert Burton) este un student care o are ca profesoară de engleză pe Julie Eldridge (Karen Black). În timpul unei ore, Chad este distras de coapsa Juliei în timp ce ea stă pe catedră, iar el are fantezii cu ea. Chad dezvăluie acest lucru prietenului său Eddie (James Storm), dar Eddie îl descurajează să se implice romantic cu o profesoară. Mai târziu în seara aceea, când Julie se dezbrăcă în camera ei, Chad o urmărește printr-o fereastră. A doua zi, o întreabă pe Julie dacă merge cu el la o întâlnire. Inițial refuză, dar mai târziu îi acceptă propunerea. 
În timpul întâlnirii la un cinematograf în aer-liber, Chad pune ceva în băutura Juliei, care o lasă inconștientă și o duce la un motel. După ce s-a cazat ca soț și soție, el o fotografiază într-o varietate de poziții sexuale provocatoare. El o duce apoi acasă, când începe să-i revină conștiința, spunându-i că ea a adormit în timpul filmului. 
După ce a developat fotografiile în camera sa întunecată, Ciad le arată lui Julie. Ea este furioasă și amenință că va chema poliția. Ciad o șantajează pe Julie pentru a avea o relație cu el. După câteva săptămâni, Julie îl anunță: „Jocul s-a terminat”. Ea îi dezvăluie că ea a fost cea care l-a manipulat pe Ciad într-un joc elaborat de rol. „Crezi că mintea ta îngustă era în stare să creeze această relație pe care am împărtășit-o? De ce crezi că ai avut brusc dorința copleșitoare de a vedea cum arătam sub „toate acele haine?” Nu te simți rău... Mereu mă plictisesc după un timp". Chad își dă seama că Julie i-a pus otravă în băutura sa, iar apoi se prăbușește. Julie îl târăște în camera de developare unde dă foc fotografiilor compromițătoare. 
Moartea lui Ciad este descrisă mai târziu în mass-media locală ca fiind provocată de un incendiu. Julie adaugă decupajul din ziar într-un album de articole care prezintă studenți care au avut o soartă asemănătoare.  
Cineva bate la ușă și intră un alt student tânăr și frumos (interpretat de Gregory Harrison într-un rol foarte scurt) care are nevoie de un îndrumător. 

### „Millicent și Therese”
Această povestire a rivalității fraților gemeni prezintă surorile Millicent, o brunetă reprimată, neatractivă și prudentă și Therese, o blondă umblată prin lume, seducătoare și cu spirit liber. Ambele roluri sunt interpretate de Karen Black. 
Millicent consideră că Therese este malefică și are nevoie de un talisman voodoo pentru a o ucide. Când medicul lor, Ramsey, intră în casă, o găsește pe Therese moartă pe podeaua dormitorului ei, cu păpușa voodoo lângă ea cu un ac înfipt în piept; iar Millicent nu este de găsit.  
Dr. Ramsey dezvăluie celor de la ambulanță, ca medic de familie, că „Therese” și „Millicent” sunt aceeași persoană; Therese a suferit de dedublarea personalității provocată de faptul că „Therese” s-a culcat cu tatăl ei și ulterior a ucis-o pe mama ei - iar „Millicent” era o personalitate alternativă cu o sexualitate reprimată pentru a face față ororii acțiunilor ei. Moartea recentă a tatălui i-a agravat și mai mult tulburarea sa, iar „crima” a fost de fapt o formă de sinucidere. 

### "Amelia"
Segmentul „Amelia” a fost filmat ca o interpretare solo cu o singură femeie, cu Karen Black ca singura actriță.  
A fost, de asemenea, singurul segment din cele trei al cărui scenariu a fost scris de autorul original al povestirii, Richard Matheson.  
„Amelia” se bazează pe povestirea sa scurtă, „Prey” („Prada”). Celelalte două se bazează tot pe povestiri ale lui Matheson, dar scenariile lor au fost scrise de altcineva. 
Amelia locuiește singură într-o clădire de apartamente scumpe. Ea se întoarce acasă după ce a cumpărat un pachet care conține o păpușă fetiș din lemn, creată sub forma unui războinic aborigen, cu dinți mari și ascuțiți și cu o suliță. Cutia conține și un manuscris, care susține că păpușa conține spiritul real al unui vânător Zuni numit „Cel care ucide” și că lanțul de aur care împodobește păpușa ține spiritul captiv în interiorul ei. În timp ce Amelia vorbește la telefon cu mama ei spectatorul află că ea este deranjată de comportamentul extrem de arogant al mamei sale. Amelia se luptă să-și justifice independența și își anulează planurile din aceea seară, susținând că are o întâlnire. În timp ce Amelia părăsește camera, spectatorul  observă că lanțul de aur al păpușii Zuni a căzut cumva. 
Mai târziu, Amelia pregătește cina, folosind un cuțit. Intră în sufrageria întunecată și își dă seama că păpușa nu se mai află pe măsuța de cafea. Amelia aude un zgomot în bucătărie și vede că un cuțit lipsește. Întorcându-se în sufragerie, este atacată brusc de păpușă, care îi rănește gleznele.  
Încearcă să fugă, dar păpușa o urmărește prin apartament. În baie, Amelia prinde păpușa într-un prosop și încearcă inutil să o înece în cadă. Ulterior o prinde într-o valiză, dar păpușa taie o gaură cu cuțitul și scapă. După câteva atacuri sângeroase, Amelia reușește să arunce păpușa în cuptor și aceasta ia foc. Ea ține blocată ușa cuptorului în timp ce aude păpușa cum urlă și țipă în timp ce arde și, când un fum negru iese din cuptor, așteaptă până când urletul păpușii încetează. Deschizând cuptorul pentru a se asigura că păpușa este „moartă”, este lovită de o forță necunoscută care o dă pe spate cu un țipăt cutremurător. 
La un moment dat, spectatorul o vede pe Amelia (din spate) cum are o altă convorbire telefonică cu mama sa. Cu o voce calmă și controlată, își cere scuze pentru comportamentul din timpul apelului anterior și o invită pe mama sa să vină la cină. Apoi scoate șurubul de la ușa de la intrare și se ghemuiește pe jos, animalic, cu un cuțit în mână. Este filmată din față, rânjind cu putere și cu dinții groaznici ai păpușii Zuni al cărei spirit locuiește acum în corpul ei.

## Distribuție
"Julie"
- Karen Black ca Julie[1]
- Robert Burton ca Chad Rogers
- Jim Storm ca Eddie Nells
- Gregory Harrison ca noul student
- Kathryn Reynolds ca Anne Richards
- Orin Cannon ca angajat la Motel
- Tracy Curtis ca Tracy

„Millicent și Therese”
- Karen Black ca Millicent / Therese[1]
- John Karlen ca Thomas Amman
- George Gaynes ca Dr. Chester Ramsey

"Amelia"
- Karen Black ca Amelia[1]
- Frank Welker și Walker Edmiston (nemenționați) ca vocea păpușii Zuni

## Producție
Toate cele trei segmente din Trilogia terorii sunt bazate pe povestiri individuale ale scriitorului de groază Richard Matheson. Segmentele „Julie” și „Millicent și Therese” au fost adaptate de William F. Nolan, în timp ce Matheson a adaptat segmentul „Amelia”.  La 4 ianuarie 1975, a fost dezvăluit că actrița Karen Black a semnat pentru a juca în film, în rolul celor trei personaje principale.

### Filmare
Filmările pentru Trilogia terorii au avut loc la Hollywood, Los Angeles, în iarna 1974–1975.

## Lansare
Trilogia Terorii a fost difuzat prima oară pe ABC la ora 8:30 PM la 4 martie 1975.

### Răspuns critic
The Boston Globe a lăudat „spectacolul de forță” al actriței Karen Black în film, după difuzarea sa originală. Black a simțit că filmul a forțat-o să accepte multe roluri în filme B de groază  în urma lansării filmului. Ea a declarat: „Cred că acest mic film a preluat controlul vieții mele și m-a pus pe o cale care nici măcar nu mi-a aparținut”.
Pe Rotten Tomatoes, filmul are un rating de aprobare de 90% pe baza a 10 recenzii, cu un rating mediu de 8,1 / 10.
Jeremiah Kipp de la Slant Magazine  a dat filmului 3,5 din 4 stele, lăudând regia, scenariul și interpretarea actriței Black.
Octavio Ramos a scris pentru AXS că „Julie” este o „poveste neplăcută”, dar a adăugat: „Hai să înțelegem, există un singur motiv real pentru a urmări Trilogia terorii: al treilea segment al acestei antologii realizate pentru televiziune, care prezintă faimoasa păpușă Zuni care prinde viață și o chinuie pe Karen Black. Acest segment face din Trilogy of Terror un produs obligatoriu chiar și pentru cel mai întâmplător fan al genului horror."
Felix Vasquez de la Cinema Crazed.com a considerat că primele două segmente pot fi „uitate” și a declarat că doar ultimul segment a fost „cu adevărat distractiv și înfiorător”. Ca o concluzie, Vasquez a scris că: „Trilogia terorii a fost un film dezamăgitor, cu un accent constant pe chinurile psihologice și mai puțin pe teroare sau cu sperieturi reale. Mi-aș dori să mă pot alătura mulțimii și să laud acest film, dar nu pot face acest lucru fiindcă nu mi-a plăcut acest film." TV Guide a avut o critică similară, acordându-i 2 din 4 de stele. Recenzorul a criticat primele două segmente ca fiind „complet șterse” în ceea ce privește suspansul, dialogul și intriga. Cu toate acestea, recenzorul a apreciat segmentul final ca fiind „un set simplu de teroare, cuprinzător și claustrofob”. Meagan Navarro, de la Bloody Disgusting a inclus Trilogy of Terror în lista sa cu „10 filme TV cele mai de groază”, lăudând segmentul final ca fiind cel care „păstrează filmul pentru totdeauna în fruntea producțiilor [de acest gen] realizate pentru televiziune”.

### Lansare pentru acasă
Filmul a fost lansat pe VHS de Anchor Bay Entertainment la 11 iulie 2000. Anchor Bay a lansat ulterior filmul pe DVD la 25 august 1999. Filmul a fost lansat ca un DVD Edition Special de MPI Home Video la 29 august 2006. A fost lansat pe Blu-ray și pe DVD de Kino Lorber Studio Classics la 16 octombrie 2018. Ambele versiuni (DVD și Blu-ray) sunt refăcute în format 4K. 

## Moștenire
Trilogia terorii a devenit un film clasic idol de-a lungul anilor. De asemenea, a ajutat la formarea actriței Karen Black ca o interpretă idol în filmele de groază.  
Păpușa Zuni din segmentul Amelia a fost numită de unii drept „una dintre cele mai înfricoșătoare păpuși din istoria filmului”.
În 2011, revista Complex a numit Trilogy of Terror cel de-al patrulea cel mai mare film de televiziune din toate timpurile, în timp ce rețeaua de televiziune americană MeTV a considerat în 2016 că este cel mai înfricoșător film de televiziune din toate timpurile.

## Continuare
O continuare, intitulată Trilogy of Terror II, a fost difuzată la 30 octombrie 1996. Continuarea a fost regizată de Dan Curtis, care a fost și co-scenarist; în acest film a jucat vedeta Lysette Anthony.

## Vezi și
- Listă de filme de groază din 1975
- Listă de filme antologie de groază